# 扁吻北極鰩
扁吻北極鳐（學名：Arctoraja simoterus），為軟骨魚綱鰩目單鰭鰩科北極鰩屬的一種，分布於西北太平洋日本北部外海海域，深度96至540公尺，體長可達101公分，棲息在沙泥底質海域，為深海底棲性魚類，屬肉食性，卵生，生活習性不明。